# Kemmelberg
Kemmelberg (francouzsky Mont Kemmel) je protáhlé návrší v belgickém regionu Heuvelland. Dosahuje maximální nadmořské výšky 156 m a je nejvyšším vrcholem provincie Západní Flandry. Je svědeckou horou z období miocénu, která je tvořena převážně pískovcem s příměsí železa. Název Kemmelbergu je odvozen od keltského boha války Camula. Ve starověku byla okolní oblast centrem obchodu s mořskou solí. Za první i za druhé světové války se o strategicky významné návrší tvrdě bojovalo, nachází se zde hřbitov více než pěti tisíc padlých francouzských vojáků s pamětním obeliskem. V Trevíru byla podle kopce pojmenována kasárna Kemmelkaserne. V letech 1953 až 1995 měla belgická armáda na vrcholu velitelský bunkr. Svahy Kemmelbergu dosahují sklonu až 23 % a vrchol je důležitou horskou prémií cyklistických závodů Gent–Wevelgem a Čtyři dny v Dunkerque.